# Tatár Rózsa
Tatár Rózsa (írói álneve: Rose Beckett) (Makó, 1953. –) magyar író, újságíró, drámaíró.

## Életpályája
1984-ben diplomázott a József Attila Tudományegyetem Állami- és Jogtudományi Karán. 1985-től jelentek meg tárcanovellái a Délmagyarország hasábjain. 1987–1990 között újságíró volt az Életképeknél. 1990–2012 között gazdasági és jogi tevékenységet folytatott. 2009-től a Művészetbarátok Egyesületének tagja. 2009–2015 között a Krúdy Gyula Irodalmi Kör tagja volt. 2010-től a Szegedi Írók Társaságának tagja, 2013-tól elnökségi tagja. 2012-től szellemi szabadfoglalkozású. 2017–2019 között a MÜKÁTE (Művészeti Kávé-Teaház) programsorozat szerkesztője volt.

## Művei
- Az Úri utca 5. lakói (2006, 2014; szerbül: 2010)
- Túléltük! Emlékezések a malenkij robotra (2008, 2013, 2017)
- Zsebnovellák (2011, 2014)
- A mosolygó halott (2012)
- Mint a pillangó (2023)
- Álmok selyemre festve (2024)

## Díjai
- KSZDSZ újságírói Nívódíj (1989)
- III. hely az Aposztrof Kiadó-Corvin Müv. Ház országos novellapályázatán (2009)
- II. hely a Somogyi-könyvtár /Szeged/ Kriminovella-pályázatán (2010)
- "Art - arany - díj" Cserhát Művészkör novellapályázat (2010)
- Cédrus Művészeti Alapítvány Nívódíja (2020)